# Sheet Music
Az 1974-es Sheet Music a 10cc második nagylemeze. Ezen szerepelnek a The Wall Street Shuffle és Silly Love slágerek. Az Egyesült Királyságban a 9., Amerikában a 81. helyig jutott a listákon. Szerepel az 1001 lemez, amit hallanod kell, mielőtt meghalsz című könyvben.

## Az album dalai
| 1. | The Wall Street Shuffle     | Eric Stewart, Graham Gouldman | 3:54 |
| 2. | The Worst Band in the World | Gouldman, Lol Creme           | 2:49 |
| 3. | Hotel                       | Kevin Godley, Creme           | 4:54 |
| 4. | Old Wild Men                | Godley, Creme                 | 3:21 |
| 5. | Clockwork Creep             | Godley, Creme                 | 2:46 |

| 1. | Silly Love             | Stewart, Creme    | 4:01 |
| 2. | Somewhere in Hollywood | Godley, Creme     | 6:39 |
| 3. | Baron Samedi           | Stewart, Gouldman | 3:46 |
| 4. | The Sacro-Iliac        | Godley, Gouldman  | 2:33 |
| 5. | Oh Effendi             | Stewart, Godley   | 2:49 |

## Közreműködők
- Eric Stewart – gitár, billentyűk, ének
- Lol Creme – gitár, billentyűk, ütőhangszerek, ének
- Graham Gouldman – basszusgitár, gitár, ütőhangszerek, ének
- Kevin Godley – dob, ütőhangszerek, ének

## Fordítás
Ez a szócikk részben vagy egészben a Sheet Music (album) című angol Wikipédia-szócikk ezen változatának fordításán alapul.  Az eredeti cikk szerkesztőit annak laptörténete sorolja fel. Ez a jelzés csupán a megfogalmazás eredetét és a szerzői jogokat jelzi, nem szolgál a cikkben szereplő információk forrásmegjelöléseként.